# Ischenbai Kadyrbekow

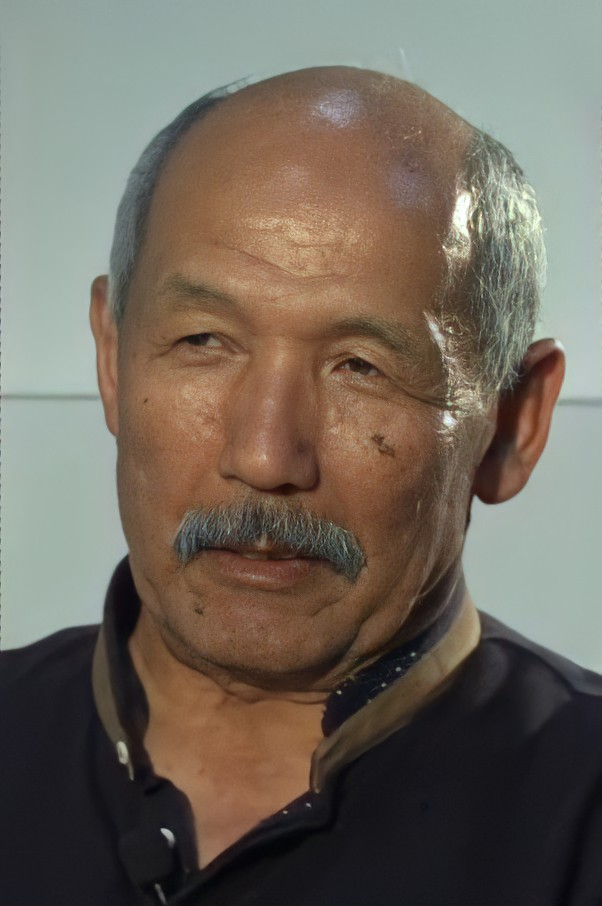
Ischenbai Kadyrbekow, 2017

Ischenbai Düischönbijewitsch Kadyrbekow (* 16. Juli 1949 in Naryn, Kirgisische SSR) ist ein kirgisischer Politiker.

## Biographie
Kadyrbekow studierte am Polytechnischen Institut Frunse (heute Kirgisische Staatliche Technische Universität) und schloss dieses im Jahr 1971 ab. Im Anschluss daran war er bis 1979 als Dozent und Dekan des Polytechnischen Instituts tätig.
1990 wurde Kadyrbekow zum Vorsitzenden des Staatlichen Baukomitees von Kirgisistan, nach Erlangung der Unabhängigkeit Minister für Bau und Architektur der Kirgisischen Republik. Von 1990 bis 2005 war er Abgeordneter des Obersten Sowjets der Kirgisischen SSR bzw. der Gesetzgebenden Versammlung des Dschogorku Kengesch.
Kadyrbekow wurde am 24. März 2005 vom Oberhaus des Parlaments von Kirgisistan in einer Dringlichkeitssitzung zum Parlamentsvorsitzenden und zum Übergangspräsidenten gewählt, nachdem der bisherige Präsident Askar Akajew durch die Tulpenrevolution gestürzt worden und nach Kasachstan ins Exil geflohen war. Kadyrbekow wurde aber am Folgetag durch das Unterhaus nicht bestätigt. An seiner Stelle setzte das Parlament Kurmanbek Bakijew ins Amt des Präsidenten und Regierungschefs.